# 1820년 프랑스 총선
ㅍ1820년 프랑스 총선은 1820년 프랑스에서 치러진 선거로, 납세자만이 선거권을 가진 제한선거였다.

## 선거 결과
| 정당          | 의석수 |
| ------------- | ------ |
| 왕당파        | 187석  |
| 자유주의 좌파 | 33석   |